# Ngardok
Il lago Ngardok è il più grande lago della Micronesia. Si trova nella maggiore delle isole di Palau, Babeldaob, nello Stato di Melekeok.
Il lago è abitato da una piccola popolazione di Crocodylus porosus, un coccodrillo marino. Il fiume Ngerdorch funge da strada verso il mare per i coccodrilli del lago. Questo importante specchio di acqua, grande circa 493 ettari, crea un importante ecosistema per piante e uccelli, alcuni dei quali, endemici, si trovano solo sulle isole Palau. Tra questi lo Ptilinopus pelewensis, della famiglia dei Columbidae, il Rhipidura lepida, della famiglia dei Rhipiduridae, il piccione imperiale micronesiano, una specie di anatra grigia, il Myiagra erythrops, della famiglia dei Monarchidae e una specie di pipistrello della famiglia degli Pteropodidae.
Il Capo del Consiglio di Stato di Melekeok ha istituito la Ngardok Nature Reserve per proteggerne il particolare ecosistema e per l'importanza della foresta attorno ad esso, e per garantire la qualità delle acque del lago.